# Kogali-Samatu Kodihalli, Hagaribommanahalli
Kogali-Samatu Kodihalli là một làng thuộc tehsil Hagaribommanahalli, huyện Bellary, bang Karnataka, Ấn Độ.